# Island Records
Az Island Records lemezkiadó vállalatot Chris Blackwell alapította 1959-ben Jamaicában, mindössze száz dollárnyi tőkével. Eleinte a szigetország zenéjével foglalkozott, majd terjeszkedni kezdett, leányvállalatokat hozott létre (Surprise Records, Sue Records, Jump Records, Black Swan Records és Aladdin Records). Lassan az 1980-as évek egy legfontosabb kiadójává vált. Jellegzetes pálmafás logója olyan meghatározó zenészek és együttesek albumain szerepel, mint Bob Marley, Lee Perry vagy a U2. 1989-ben a PolyGram megvette; majd 1998-as fúziója után megváltoztatta a nevét Island Def Jam Recordsra.
Az Island Recordsnál megjelent ismertebb zenészek, énekesek és együttesek (zárójelben a szerződés éve): Shawn Mendes, Mary J. Blige, The Cranberries (1993), Emerson, Lake & Palmer, Jethro Tull, Bob Marley (1971), Rammstein, Cat Stevens, Sum 41, U2 (1980. március), Tom Waits, Bon Jovi, Mariah Carey, Justin Bieber, Fall Out Boy. 2012 szeptemberében a kiadó leszerződtette a Gangnam Style című videóklipjével híressé vált dél-koreai PSY-t.